# Rosa Marena
Rosa Marena — український рок-гурт, заснований 1999 році. Стиль «Rosa Marena» зазвичай визначають як рок. 

## Історія
...Це відбулося в кінці серпня 1999-ґо року, коли два брати-близнюки Юра і Діма Солтиси, напевно від нічого робити, вирішили створити групу. Того ж дня взяти участь в «проекті» були запропоновано Дані Сєрову. Відразу ж на місцях розписали всі "ролі" і вирішили, хто на чому буде грати: Юра - на барабанах, Діма і Даня обрали гітари. Ще одним із засновників був Стас Соломаха - єдина особа, у якого на момент створення групи вже був інструмент - бас-гітара. Так виникла команда, яка отримала назву «Dark Moon». Протягом місяця хлопці придбали інструменти і знайшли приміщення та апаратуру для репетицій. Приблизно через чотири місяці до команди приєднався Саня Онуфрієнко, який взяв на себе функцію вокаліста та клавішника. А ще через два місяці команду покинув бас-гітарист Стас. Це призвело до того, що група більше ніж на рік припинила своє існування...
...Минув час, середина 2001 року, і «Dark Moon» знайшли собі нового басиста. Ним став старший брат Юри і Діми - Павло Солтис. Згадали старі композиції, придумали нові. В принципі, тільки з цього моменту почалися серйозні репетиції, перші несерйозні та перші серйозні концерти. Команда брала участь у Міжнародному фестивалі «Львівська Рокотека», Всеукраїнському фестивалі «Тарас Бульба». Також гурт відіграв низку концертів у клубах Львова...
...На початку липня 2003 знову відбулися зміни у складі команди - приєднався Женя Карвацький, який замінив на вокалі Саню. Назва групи з «Dark Moon» змінили на «Rosa Marena». 12 липня вважається Днем Народження RM, оскільки саме з цього моменту починається нова епоха розвитку. Радикально змінилася музична концепція команди: хлопці почали грати більш легку рок-музику. Знайшли нового текстовика - нею стала Марія Горлова, перу якої належить левова частка текстів RM (до цього часу тексти створював виключно Даня). Першим виходом на сцену оновленої команди був виступ у рідному Новояворівську на Всеукраїнському фестивалі «Молода Галичина», куди їх було запрошено як гостей. Далі «Rosa Marena» випала честь відкривати заново відроджений Міжнародний фестиваль незалежної музики «Альтернатива»...
...2005 почався досить вдало: нові знайомства, нові можливості. З'явився директор-продюсер - Людмила Гайдаш. Група почала готувати матеріал для запису дебютного альбому. В цей же час «Rosa Marena» зіграли свої перші концерти у Києві та Харкові. З часом хлопці брали участь у фестивалі «Rock.Lviv», Художньому молодіжному фестивалі «Кефір» і Міжнародному фестивалі живої музики «The Global Battle of the Bands», де були визнані найкращою-новою групою Львівського регіону...
...Навесні 2006 року було офіційно представлено PR-менеджера групи Ксенія Рябоволову і проведено першу фотосесію. Підходила до кінця робота над першим альбомом. Тим часом хлопці з гурту «Rosa Marena» концертували і брали участь у Молодіжному фестивалі «Музичний Острів», на Денний сцені Міжнародного фестивалю «Таврійські Ігри», у фіналі Міжнародного фестивалю «Чайка», стали лауреатами 1-го місця рок-категорії Всеукраїнського молодіжного фестивалю «Перлини сезону». На початку літа команда презентувала перший радіосінгл на пісню «Чому» («Чому»). Далі хлопці були запрошені на фестивалі «Молода Галичина» і «U.rok». Альбом готувався до видання...
...27 вересня 2006 року у Львові відбулася офіційна презентація першого альбому групи «Rosa Marena» під назвою «Мініатюри», а в грудні 2006 року - першого відео-кліпу «Майже люблю». У складі платівки «Мініатюри» 11 композицій. «Майже люблю» («Майже люблю») - другий сингл з альбому. У листопаді 2006 року в Києві відбулися зйомки кліпу на цю композицію. Режисером став Віктор Скуратовський, автор відеоробіт багатьох українських виконавців. Прем'єра кліпу відбулася в грудні 2006 року...

## Дискографія
- Мініатюри
- Чому (сингл)
- Майже люблю (сингл)

## Учасники
- Євген Карвацький - вокал
- Павло Солтис - бас
- Дмитро Солтис - гітара
- Данила Сєров - гітара
- Юрій Солтис - барабани
- Олександр Онуфрієнко - клавішні